# Grupa kapitałowa CD Projekt
Grupa kapitałowa CD Projekt – polski wydawca oraz producent gier komputerowych z siedzibą w Warszawie i oddziałami w Krakowie oraz Wrocławiu. Pierwsza ze spółek, działająca jako CD Projekt, została założona w 1994 roku przez Marcina Iwińskiego i Michała Kicińskiego. Spółka dominująca grupy notowana jest na Giełdzie Papierów Wartościowych w Warszawie.
Swoją działalność w branży gier komputerowych CD Projekt rozpoczął od dystrybucji gier oraz tłumaczenia ich na język polski. Dystrybucję gier spółka prowadzi poprzez powstałą w 2008 roku globalną platformę GOG.com.
W 2002 roku powstało studio CD Projekt Red, które miało zajmować się tworzeniem gier komputerowych. Pierwszym tytułem studia był Wiedźmin – gra cRPG oparta na serii książek Andrzeja Sapkowskiego. Tytuł ukazał się w 2007 roku na PC. W 2011 roku na PC ukazała się kontynuacja – Wiedźmin 2: Zabójcy królów, a rok później jej wersja na konsolę Xbox 360. Kontynuacja – Wiedźmin 3: Dziki Gon – została wydana w 2015 roku jednocześnie na komputerach PC oraz na konsolach PlayStation 4 i Xbox One. Pod koniec 2020 studio wydało grę fabularną Cyberpunk 2077.

## Historia

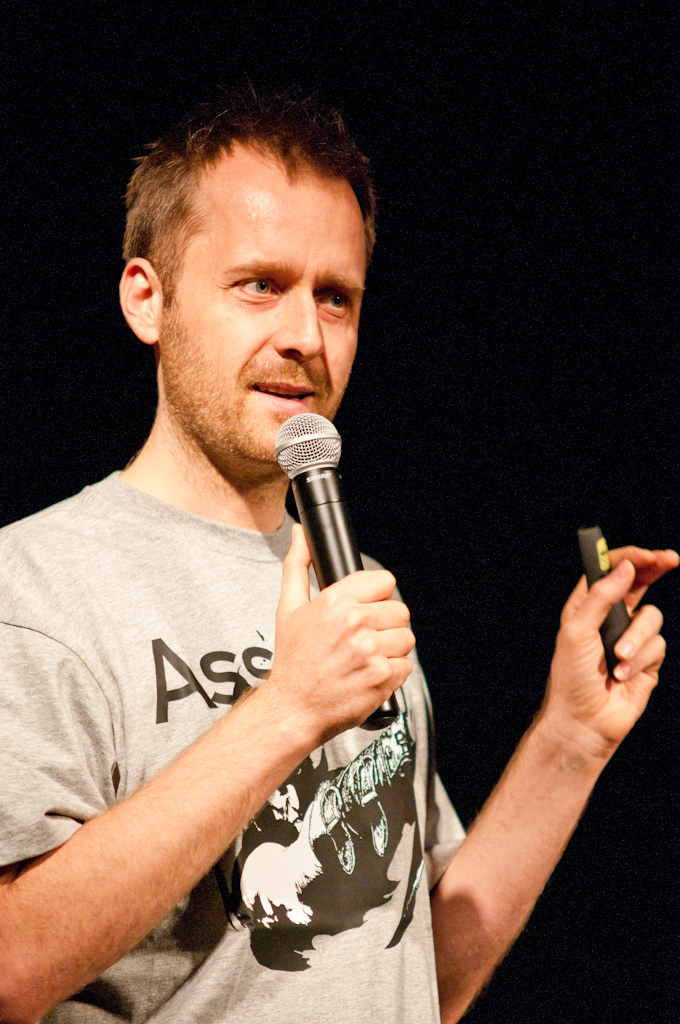
Marcin Iwiński – współzałożyciel i wiceprezes CD Projekt SA

### Dystrybucja i lokalizacja gier
Spółka CD Projekt została założona w 1994 roku przez Marcina Iwińskiego i Michała Kicińskiego. Początek jej działalności skupiał się na sprzedaży i dystrybucji gier. Iwiński i Kiciński sprowadzali gry od sprzedawców ze Stanów Zjednoczonych stając się pierwszymi w Polsce importerami gier na płytach CD-ROM. Niedługo później spółka stała się oficjalnym dystrybutorem wybranych tytułów m.in. Acclaim, Blizzard, czy Blue Byte.
W 2012 roku, część spółki zajmująca się dystrybucją na terenie Polski zmieniła nazwę na cdp.pl. Oferta platformy, poza grami, zapewniała wsparcie techniczne i była stopniowo poszerzana o kolejne produkty: filmy, książki w wersji elektronicznej i komiksy. W 2014 roku spółka cdp.pl została wydzielona poza grupę CD Projekt, która chciała skupić się na działalności na skalę globalną. Na koniec trzeciego kwartału 2016 roku udział CD Projekt SA w kapitale zakładowym CDP.pl wynosił 3,11%. Jako osobna spółka, cdp.pl kontynuuje działalność polegającą na dystrybucji gier na terenie Polski (m.in. jako polski dystrybutor gier z serii Wiedźmin). Na początku marca 2017 r. sklep cdp.pl został przejęty przez Grupę Merlin, w skład której wchodzi Merlin.pl.
CD Projekt było również jedną z pierwszych spółek w Polsce, które zajmowały się lokalizacją gier komputerowych. W 1996 roku spółka rozpoczęła tworzenie pierwszych, częściowych (instrukcje i pudełka) lokalizacji gier. Prace nad pierwszą pełną lokalizacją rozpoczęły się rok później. Przeczuwając popularność tytułu, przedstawiciele CD Projekt zaproponowali BioWare oraz Interplay Entertainment stworzenie polskiej lokalizacji Baldur’s Gate. Firma zatrudniła znanych polskich aktorów (m.in. Piotr Fronczewski, Wiktor Zborowski), którzy mieli użyczyć swoich głosów postaciom z gry. Lokalizacja Baldur’s Gate okazała się sukcesem. Pierwszego dnia sprzedało się 18 000 sztuk.
Spółka kontynuowała bliską współpracę z Interplayem po premierze Baldur’s Gate, m.in. pracując nad konwersją gry Baldur’s Gate: Dark Alliance na komputery osobiste. W związku z tym projektem do zespołu dołączyli Sebastian Zieliński (wcześniej odpowiedzialny za prace nad grą Mortyr 2093-1944) oraz Adam Badowski, szef studia CD Projekt Red Po sześciu miesiącach prac, problemy finansowe Interplay zmusiły CD Projekt do wstrzymania prac nad wersją PC Baldur’s Gate: Dark Alliance. CD Projekt kontynuował dystrybucję i lokalizację gier.

### CD Projekt Red
Po wstrzymaniu prac nad konwersją Baldur’s Gate: Dark Alliance, założyciele CD Projekt zaczęli zastanawiać się nad przyszłością spółki. Prawa do kodu, który powstał w wyniku prac nad wersją PC Baldur’s Gate: Dark Alliance, należały do CD Projekt. Wiedząc to, spółka chciała go wykorzystać do stworzenia własnego tytułu. Gra miała bazować na książkach z serii Wiedźmin Andrzeja Sapkowskiego, który zgodził się udzielić twórcom licencji.
Zyski z dystrybucji i lokalizacji gier pozwoliły spółce w 2002 roku utworzyć CD Projekt Red, którego szefem został wówczas Sebastian Zieliński. Studio z siedzibą w Łodzi miało zajmować się tworzeniem gier. Tam właśnie tworzony był prototyp pierwszej części serii Wiedźmin. Tytuł powstawał na silniku gry Mortyr i rozgrywką przypominał Baldur’s Gate: Dark Alliance oraz Diablo. Iwiński i Kiciński przedstawili demo wybranym wydawcom, ale żaden nie był zainteresowany współpracą. Biuro w Łodzi zostało zamknięte, a zespół, z wyjątkiem Zielińskiego, przeniesiony do siedziby w Warszawie.
Po odejściu Zielińskiego szefem projektu został Michał Kiciński. Prototyp został porzucony, ale prace nad grą trwały dalej. W 2003 roku grę zaczęto tworzyć od nowa. Zespół, który nie miał wiedzy na temat tworzenia gier komputerowych, spędził niemal dwa lata na preprodukcji. Z pomocą przyszło BioWare, które w 2004 roku zaoferowało CD Projekt możliwość pokazania gry na ich stoisku na targach Electronic Entertainment Expo, gdzie promowane było Jade Empire. BioWare udzieliło również spółce licencji na korzystanie z silnika Aurora w pracach nad grą.
Nad tytułem początkowo pracował zespół składający się z 15 osób. W trakcie prac nad grą liczba ta urosła do około 100. Budżet produkcji wyniósł 20 milionów złotych, a jego wydawcą zostało Atari. Po pięciu latach prace nad Wiedźminem zostały ukończone. Tytuł ukazał się w 2007 roku i spotkał się z ciepłym przyjęciem ze strony mediów.
Zadowalająca sprzedaż sprawiła, że niemal natychmiast po premierze pierwszej części ruszyły prace nad kontynuacją. Zespół zaczął tworzyć projekt gry Wiedźmin 2, a także eksperymentować z tworzeniem własnego silnika. Wszystko zmieniło się po rozpoczęciu prac nad grą Wiedźmin: Powrót Białego Wilka – wersją pierwszego Wiedźmina na konsole. Pomimo współpracy nad tytułem ze studiem Widescreen Games, prace stanęły w miejscu. Francuskie studio domagało się większego wsparcia ze strony CD Projekt Red, w tym finansowego, oraz więcej czasu, by móc ukończyć prace nad grą. Projekt został ostatecznie odwołany. Niezadowolone z takiego obrotu sprawy Atari zażądało zwrotu wkładu finansowego w produkcję wersji gry na konsole, w wyniku czego Iwiński zgodził się, by Atari zostało oficjalnym wydawcą Wiedźmina 2 na terenie Ameryki Północnej.
Problemy związane z produkcją gry Wiedźmin: Powrót Białego Wilka były dla CD Projekt kosztowne; spółka znalazła się na skraju bankructwa, na co dodatkowo miał wpływ kryzys gospodarczy lat 2007–2009. By pozostać w grze, postanowiono skupić się na tworzeniu Wiedźmina 2 oraz własnego silnika, REDengine, który umożliwiłby twórcom późniejsze przeniesienie gry na konsole. Wiedźmin 2: Zabójcy królów ukazał się na PC w 2011 roku, po trzech i pół roku prac nad grą. Gra zdobyła uznanie mediów. Po roku od premiery, w maju 2012 roku, sprzedaż tytułu przekroczyła 1,7 miliona sztuk. W kwietniu 2012 roku ukazała się wersja na konsolę Xbox 360.
W 2013 roku oficjalnie otwarte zostało krakowskie studio CD Projekt Red, które wspólnie z warszawską siedzibą miało pracować nad kolejnymi tytułami. Pierwszym wspólnym projektem była zapowiedziana na początku roku trzecia gra z serii Wiedźmin, tworzona na nowej wersji silnika REDengine.
Wiedźmin 3: Dziki Gon ukazał się w maju 2015 roku na komputery PC oraz konsole PlayStation 4 i Xbox One. Tytuł powstawał trzy i pół roku i kosztował około 306 milionów złotych. Była to najgłośniejsza medialnie gra 2015 roku. W 2015 r. Wiedźmin 3: Dziki Gon zdobył łącznie ponad 800 nagród, w tym ponad 250 tytułów gry roku. W rankingu serwisu Metacritic gra CD Projekt Red uplasowała się w pierwszej dwudziestce najwyżej ocenianych gier wszech czasów na PC, oraz pierwszej dziesiątce gier wszech czasów na konsole PlayStation 4 oraz Xbox One. Tytuł stał się również najwyżej ocenianą przez użytkowników grą na PC oraz konsolę Xbox One. W pierwszych sześciu tygodniach od premiery Wiedźmin 3 sprzedał się w 6 milionach sztuk.
Przed premierą Wiedźmina 3 CD Projekt ogłosiło, że pracuje nad dwoma dużymi rozszerzeniami do gry. Pierwszym był dodatek Serca z kamienia, który ukazał się w październiku 2015 roku. W czerwcu 2016 ukazał się drugi dodatek, Krew i wino, który stanowi zakończenie historii Geralta z Rivii. Poza główną serią gier, CD Projekt wydało również inne tytuły z uniwersum Wiedźmina, m.in. cyfrową grę planszową Wiedźmin: Gra przygodowa na PC, iOS i Androida oraz grę z gatunku multiplayer online battle arena, która ukazała się na iOS i Androida – The Witcher Battle Arena. Na targach E3 2016 zapowiedziany został Gwint: Wiedźmińska gra karciana, bazujący na minigrze znanej z Wiedźmina 3. 
W 2018 roku otwarto oddział studia we Wrocławiu. Na przestrzeni lat CD Projekt Red wypracowało sobie opinię studia przyjaznego graczom; zdaniem Marcina Iwińskiego, to właśnie gracze stanowią dla studia główny „motor napędowy”.
Realizacją tego podejścia były m.in. Edycje Rozszerzone Wiedźmina i Wiedźmina 2, zawierające liczne usprawnienia rozgrywki, grafiki, dodatkowe misje i wątki fabularne. Poza wydaniem pudełkowym, dostęp do zawartości Edycji Rozszerzonych otrzymali wszyscy posiadacze pierwszych wydań obu gier w formie darmowej aktualizacji. W okresie po premierze Wiedźmina 3, gracze otrzymali 16 darmowych pakietów dodatkowej zawartości do gry, które również zawierały m.in. nowe zadania, tryby rozgrywki i bronie. Również z myślą o graczach studio zrezygnowało ze stosowania w swoich tytułach zabezpieczeń DRM. 
10 grudnia 2020 roku zespół wydał nową grę RPG, Cyberpunk 2077.

### GOG.com
W 2008 roku spółka powołała do życia serwis GOG.com – platformę cyfrowej dystrybucji oferującą tytuły pozbawione cyfrowych zabezpieczeń DRM.. Zespół musiał zmierzyć się z szeregiem problemów licencyjnych w przypadku gier nieistniejących już studiów, a także negocjować z wydawcami prawa do dystrybucji tytułów. Spółka musiała sięgać po sklepowe lub używane wersje gier, by dotrzeć do kodów źródłowych starszych tytułów i stworzyć ich wersje na współczesne systemy operacyjne. Współpraca CD Projekt z mniejszymi studiami oraz dużymi wydawcami jak Activision, Electronic Arts, czy Ubisoft pozwoliła poszerzyć ofertę platformy o współczesne, wysokobudżetowe produkcje oraz gry niezależne.

### CDP Investment
CDP Investment Sp. z o.o. był spółką holdingową w grupie kapitałowej CD Projekt. Przedsiębiorstwo wydzielone zostało z firmy CD Projekt w 2008 roku jako podmiot zarządzający. W marcu 2010 roku ujawniono plany jej połączenia z polską firmą komputerową Optimus. W październiku 2010 spółkę opuścili jej twórcy – Marcin Iwiński i Michał Kiciński. Formalne przejęcie CDP Investment przez Optimusa nastąpiło 3 stycznia 2011 roku. 25 stycznia 2011 nastąpiła zmiana właściciela spółki CD Projekt w rejestrze sądowym, CDP Investment zastąpiony został przez Optimus. W marcu 2011 do firmy powrócił Michał Kiciński. 24 lutego 2011 spółka została wykreślona z rejestru przedsiębiorców. Funkcje zarządcze w holdingu stanowi spółka CD Projekt.
CDI posiadał udziały w firmach Porting House (studiu zajmującym się tłumaczeniem i lokalizacją gier komputerowych) oraz Gram.pl (portalu internetowym).

### CD Projekt na rynku kapitałowym
W wyniku przeprowadzonej w 2010 roku fuzji, spółka Optimus SA (od 2012 CD Projekt SA), której akcje są notowane na Giełdzie Papierów Wartościowych w Warszawie, przejęła CDP Investment – właściciela m.in. CD Projekt, CD Projekt Red oraz GOG Ltd.. W związku z połączeniem oraz wydarzeniami będącymi jego następstwem, zmieniła się działalność prowadzona przez spółkę na w całości związaną z branżą gier. W 2011 roku Optimus SA zmienił nazwę na CD Projekt Red SA, a w 2012 roku na CD Projekt SA.
Na koniec lutego 2017 r. największymi akcjonariuszami CD Projekt SA pozostają twórcy holdingu – Michał Kiciński (10% kapitału zakładowego) i Marcin Iwiński (12,89% kapitału zakładowego). Wśród głównych akcjonariuszy spółki znajduje się również wiceprezes ds. finansowych Piotr Nielubowicz (6,86% kapitału zakładowego), Prezes Adam Kiciński (4,05% kapitału zakładowego) oraz OFE Nationale-Nederlanden (5,03% kapitału zakładowego). Free float spółki wynosi 65,22%. Na koniec lutego 2017 roku kapitalizacja CD Projekt SA wynosiła 7 miliardów złotych. W grudniu 2020 roku kapitalizacja osiągnęła rekordowe 40 mld zł, dając tym samym przedsiębiorstwu na krótko pierwszą pozycję na GPW. 12 września 2024 kapitalizacja wynosiła 16,8 mld zł.

## Struktura grupy
- CD Projekt SA
  - GOG sp. z o.o.
  - CD Projekt Inc.
  - CD Projekt Co. Ltd.
  - Spokko sp. z o.o.
  - CD Projekt Red Store sp. z o.o.[62]

## Przyszłość
Początkowo planowano, że Wiedźmin 3: Dziki Gon będzie ostatnią częścią serii gier o Geralcie z Rivii, jednak w marcu 2022 spółka poinformowała, że trwają prace nad nową częścią opartą na silniku Unreal Engine 5.
Kolejnymi projektami spółki są Gwint: Wiedźmińska gra karciana oraz Cyberpunk 2077 – gra RPG osadzona w świecie gry fabularnej Cyberpunk 2020 Mike’a Pondsmitha.
W marcu 2016 roku studio ogłosiło strategię na lata 2017-2021, która zakłada, poza wspomnianymi tytułami, wydanie zupełnie nowej gry RPG oraz dalszy rozwój studia, w tym niemal dwukrotną ekspansję CD Projekt Red. Spółka przewiduje również rozwój oddziału CD Projekt Red w Krakowie, który w przyszłości ma zacząć tworzyć także własne wysokobudżetowe produkcje.

## Wyprodukowane gry
| Rok  | Tytuł                              | Platformy                                                                  | Silnik        | Uwagi                                                 |
| ---- | ---------------------------------- | -------------------------------------------------------------------------- | ------------- | ----------------------------------------------------- |
| 2007 | Wiedźmin                           | Microsoft Windows, OS X                                                    | Aurora Engine | w 2008 ukazała się edycja rozszerzona                 |
| 2011 | Wiedźmin 2: Zabójcy królów         | Microsoft Windows, OS X, Linux, Xbox 360                                   | REDengine     | w 2012 ukazała się edycja rozszerzona                 |
| 2014 | Wiedźmin: Gra przygodowa           | Microsoft Windows, OS X, iOS, Android                                      | n/d           | gra stworzona we współpracy z Can Explode             |
| 2015 | The Witcher Battle Arena           | iOS, Android                                                               | Unity         | tytuł stworzony we współpracy z Fuero Games           |
| 2015 | Wiedźmin 3: Dziki Gon              | Microsoft Windows, PlayStation 4, Xbox One, Nintendo Switch                | REDengine 3   |                                                       |
| 2015 | Wiedźmin 3: Serca z kamienia       | Microsoft Windows, PlayStation 4, Xbox One, Nintendo Switch                | REDengine 3   | dodatek do gry Wiedźmin 3                             |
| 2016 | Wiedźmin 3: Krew i wino            | Microsoft Windows, PlayStation 4, Xbox One, Nintendo Switch                | REDengine 3   | dodatek do gry Wiedźmin 3                             |
| 2018 | Gwint: Wiedźmińska gra karciana    | Microsoft Windows, PlayStation 4, Xbox One, Android, iOS                   | Unity         | rozbudowana, samodzielna wersja minigry z Wiedźmina 3 |
| 2018 | Wojna Krwi: Wiedźmińskie opowieści | Microsoft Windows, Nintendo Switch                                         |               |                                                       |
| 2020 | Cyberpunk 2077                     | Microsoft Windows, PlayStation 4, Xbox One, Xbox Series X/S, PlayStation 5 | REDengine 4   |                                                       |
| 2023 | Cyberpunk 2077: Widmo wolności     | Microsoft Windows, Xbox Series X/S, PlayStation 5                          | REDengine 4   | dodatek do Cyberpunka 2077                            |